# State of Origin 2006
Navigation
Édition précédente Édition suivante
Le State of Origin 2006 est la vingt-cinquième édition du State of Origin et se déroule du 24 mai 2006 au 5 juillet 2006 avec 3 matchs à l'ANZ Stadium (Sydney), au Suncorp Stadium (Brisbane), et au Telstra Dome (Melbourne). Il s'agit de l'opposition traditionnelle entre les équipes de Nouvelle-Galles du Sud et du Queensland.

## Déroulement de l'épreuve

### Première rencontre
| 24 mai 2005 20 h 00 (heure australienne) | NSW Blues | 17 – 16 (14 – 0) | Qld Maroons                                                                                                  | Telstra Stadium, Sydney 50 967 spectateurs Arbitre : Sean Hampstead |
| 24 mai 2005 20 h 00 (heure australienne) | Essai(s) : Brett Finch (9e), Matt King (16e), Willie Mason (20e) Transformation(s) : Brett Hodgson 1/3 (21e) Pénalité(s) : Brett Hodgson 1/1 (62e) Drop(s) : Brett Finch (79e) |                  | Essai(s) : Greg Inglis 2 (52e, 70e), Steven Bell (76e) Transformation(s) : Johnathan Thurston 2/3 (53e, 77e) | Telstra Stadium, Sydney 50 967 spectateurs Arbitre : Sean Hampstead |
| 24 mai 2005 20 h 00 (heure australienne) | |                  | | Telstra Stadium, Sydney 50 967 spectateurs Arbitre : Sean Hampstead |

### Deuxième rencontre
| 14 juin 2006 20 h 00 (heure australienne) | Qld Maroons | 30 – 6 (14 – 0) | NSW Blues                                                                 | Suncorp Stadium, Brisbane 52 468 spectateurs Arbitre : Steve Clark |
| 14 juin 2006 20 h 00 (heure australienne) | Essai(s) : Carl Webb (19e), Justin Hodges (31e), Adam Mogg 2 (44e, 62e), Shaun Berrigan (67e) Transformation(s) : Johnathan Thurston 4/5 (20e, 32e, 45, 68e) Pénalité(s) : Johnathan Thurston 1/1 (9e) |                 | Essai(s) : Timana Tahu (76e), Transformation(s) : Brett Hodgson 1/1 (77e) | Suncorp Stadium, Brisbane 52 468 spectateurs Arbitre : Steve Clark |
| 14 juin 2006 20 h 00 (heure australienne) | |                 |                                                                           | Suncorp Stadium, Brisbane 52 468 spectateurs Arbitre : Steve Clark |

### Troisième rencontre
| 5 juillet 2006 20 h 00 (heure australienne) | NSW Blues                                                                                            | 14 – 16 (4 – 4) | Qld Maroons | Telstra Dome, Melbourne 52 833 spectateurs Arbitre : Steve Clark |
| 5 juillet 2006 20 h 00 (heure australienne) | Essai(s) : Eric Grothe, Jr 2 (25e, 48e), Matt King (45e) Transformation(s) : Brett Hodgson 1/3 (46e) |                 | Essai(s) : Adam Mogg (9e), Brent Tate (71e), Darren Lockyer (73e) Transformation(s) : Clinton Schifcofske 2/3 (72e, 75e) | Telstra Dome, Melbourne 52 833 spectateurs Arbitre : Steve Clark |
| 5 juillet 2006 20 h 00 (heure australienne) | |                 | | Telstra Dome, Melbourne 52 833 spectateurs Arbitre : Steve Clark |

Mené 14-4 à dix minutes de la fin, les Maroons reviennent à 4 points grâce à un essai de Brent Tate à la suite d'une percée de Thurston. 3 minutes plus tard, le capitaine Darren Lockyer intercepte une passe de Brett Hodgson et marque sous les poteaux un essai, transformé par Clinton Schifcofske. Le Queensland remporte le match 14-16 et sa première série depuis 2002, qui marque le début de sa domination du State of Origin avec 8 victoires consécutives .

## Les équipes

### New South Wales Blues
| Position         | Game 1            | Game 2            | Game 3            |
| ---------------- | ----------------- | ----------------- | ----------------- |
| Arrière          | Brett Hodgson     | Brett Hodgson     | Brett Hodgson     |
| Ailier           | Matt King         | Matt King         | Timana Tahu       |
| Centre           | Mark Gasnier      | Mark Gasnier      | Matt King         |
| Centre           | Timana Tahu       | Timana Tahu       | Matt Cooper       |
| Ailier           | Eric Grothe, Jr   | Eric Grothe, Jr   | Eric Grothe, Jr   |
| Demi d'ouverture | Braith Anasta     | Braith Anasta     | Mark Gasnier      |
| Demi de mêlée    | Brett Finch       | Brett Finch       | Craig Gower       |
| Pilier           | Willie Mason      | Willie Mason      | Willie Mason      |
| Talonneur        | Danny Buderus (c) | Danny Buderus (c) | Danny Buderus (c) |
| Pilier           | Brent Kite        | Brent Kite        | Luke Bailey       |
| Deuxième ligne   | Steve Simpson     | Steve Simpson     | Steve Simpson     |
| Deuxième ligne   | Nathan Hindmarsh  | Nathan Hindmarsh  | Nathan Hindmarsh  |
| Troisième ligne  | Luke O'Donnell    | Andrew Ryan       | Luke O'Donnell    |
| Remplaçant       | Craig Wing        | Craig Wing        | Paul Gallen       |
| Remplaçant       | Steve Menzies     | Steve Menzies     | Steve Menzies     |
| Remplaçant       | Mark O'Meley      | Mark O'Meley      | Mark O'Meley      |
| Remplaçant       | Andrew Ryan       | Luke Bailey       | Ben Hornby        |
| Entraîneur       | Graham Murray     | Graham Murray     | Graham Murray     |

### Queensland Maroons
| Position         | Match 1            | Match 2            | Match 3             |
| ---------------- | ------------------ | ------------------ | ------------------- |
| Arrière          | Matt Bowen         | Karmichael Hunt    | Clinton Schifcofske |
| Ailier           | Steven Bell        | Steven Bell        | Rhys Wesser         |
| Centre           | Justin Hodges      | Justin Hodges      | Josh Hannay         |
| Centre           | Brent Tate         | Brent Tate         | Brent Tate          |
| Ailier           | Greg Inglis        | Adam Mogg          | Adam Mogg           |
| Demi d'ouverture | Darren Lockyer (c) | Darren Lockyer (c) | Darren Lockyer (c)  |
| Demi de mêlée    | Johnathan Thurston | Johnathan Thurston | Johnathan Thurston  |
| Pilier           | Steve Price        | Steve Price        | Steve Price         |
| Talonneur        | Cameron Smith      | Cameron Smith      | Cameron Smith       |
| Pilier           | Petero Civoniceva  | Petero Civoniceva  | Petero Civoniceva   |
| Deuxième ligne   | David Stagg        | Tonie Carroll      | Nate Myles          |
| Deuxième ligne   | Matthew Scott      | Carl Webb          | Carl Webb           |
| Troisième ligne  | Dallas Johnson     | Dallas Johnson     | Dallas Johnson      |
| Remplaçant       | Shaun Berrigan     | Shaun Berrigan     | Shaun Berrigan      |
| Remplaçant       | Carl Webb          | Chris Flannery     | Chris Flannery      |
| Remplaçant       | Sam Thaiday        | Sam Thaiday        | Sam Thaiday         |
| Remplaçant       | Nate Myles         | Nate Myles         | Tonie Carroll       |
| Entraîneur       | Mal Meninga        | Mal Meninga        | Mal Meninga         |

## Médias
Les droits télévisuels appartiennent à Channel 9.